# NGC 1171
NGC 1171 ist eine Spiralgalaxie vom Hubble-Typ Scd im Sternbild Perseus am Nordsternhimmel. Sie ist schätzungsweise 128 Millionen Lichtjahre von der Milchstraße entfernt und hat einen Durchmesser von etwa 90.000 Lichtjahren. Gemeinsam mit NGC 1186 und IC 284 bildet sie die NGC 1186-Gruppe.
Im selben Himmelsareal befinden sich u. a. die Galaxien NGC 1159, NGC 1164, NGC 1174.
Das Objekt wurde am 4. Dezember 1880 vom französischen Astronomen Édouard Stephan entdeckt.